# Euspira fusca
Euspira fusca is een slakkensoort uit de familie van de Naticidae. De wetenschappelijke naam van de soort is voor het eerst geldig gepubliceerd in 1825 door Blainville.